# Luigi IV d'Assia
Luigi IV d'Assia (Darmstadt, 12 settembre 1837 – Darmstadt, 13 marzo 1892) fu granduca d'Assia e del Reno dal 1877 fino alla sua morte.
Il suo nome completo era Federico Guglielmo Luigi IV Carlo d'Assia e del Reno (in tedesco: Friedrich Wilhelm Ludwig IV. Karl von Hessen und bei Rhein). Per matrimonio, era legato alle casate reali del Regno Unito, di Russia e a molte altre in Europa.

## Biografia

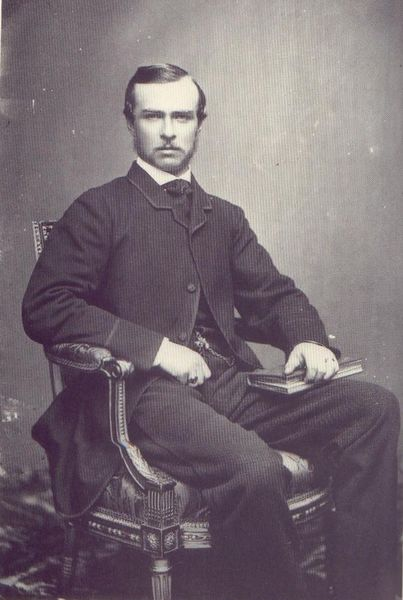
Luigi IV d'Assia nel 1860

Luigi nacque a Darmstadt, nel Granducato d'Assia e del Reno, ed era figlio del principe Carlo d'Assia e della principessa Elisabetta di Prussia, nipote di re Federico Guglielmo II di Prussia. Suo padre era inoltre fratello minore del granduca Luigi III, che aveva designato suo erede e successore al trono proprio il nipote, dal momento che egli non aveva avuto figli ed il principe Carlo si era rifiutato di accedere al trono per motivi di salute.
Insieme al fratello più giovane Enrico, dal 1854 iniziò il suo addestramento militare che durò due anni, dopo i quali iniziarono entrambi a studiare alle università di Gottinga e di Giessen. Fu però sua madre a volere che i due perseguissero una carriera essenzialmente militare e per questo li destinò a prestare servizio nell'esercito prussiano, che all'epoca era il migliore della Germania ed uno dei più rilevanti a livello europeo. Fu in questi anni che conobbe il principe ereditario Federico di Prussia, con il quale nel 1869 intraprese un viaggio per l'apertura dell'estensione del canale di Suez verso oriente.
Durante la guerra austro-prussiana del 1866 Luigi comandò la cavalleria dell'Assia in supporto all'Esercito austriaco. Tra il 1870 ed il 1871, nell'ambito della guerra franco-prussiana, Luigi comandò un contingente armato dell'Assia, che entrò a far parte della Confederazione Tedesca del Nord. Durante la guerra franco-prussiana Luigi combatté a Gravelotte, a Metz e ad Orléans come comandante della Divisione dell'Assia.
Il 13 giugno 1877 succedette allo zio quale granduca d'Assia e del Reno, assumendo il nome di Luigi IV, ma da subito il suo regno fu funestato da una serie tragici eventi: ad appena un anno dalla sua ascesa al trono morì la moglie, la granduchessa consorte Alice e quattro settimane dopo la figlia più piccola Marie, tutte a causa di una epidemia di difterite diffusasi nel granducato. Luigi IV rimase per sempre molto scioccato da questi eventi ed affidò al primo ministro Julius Rinck von Starck la guida degli affari di stato; questi resse il governo con un atteggiamento liberale, accogliendo anche molte delle istanze di maggiore apertura che il granduca aveva a sua volta mutuato dal carattere inglese della moglie, in contrasto con il conservatorismo dei governi precedenti.
Il granduca Luigi IV morì il 13 marzo 1892 e gli successe il figlio Ernesto Luigi. Le sue spoglie riposano a Rosenhöhe, il mausoleo della casa granducale d'Assia, appena fuori Darmstadt.

## Matrimoni ed eredi

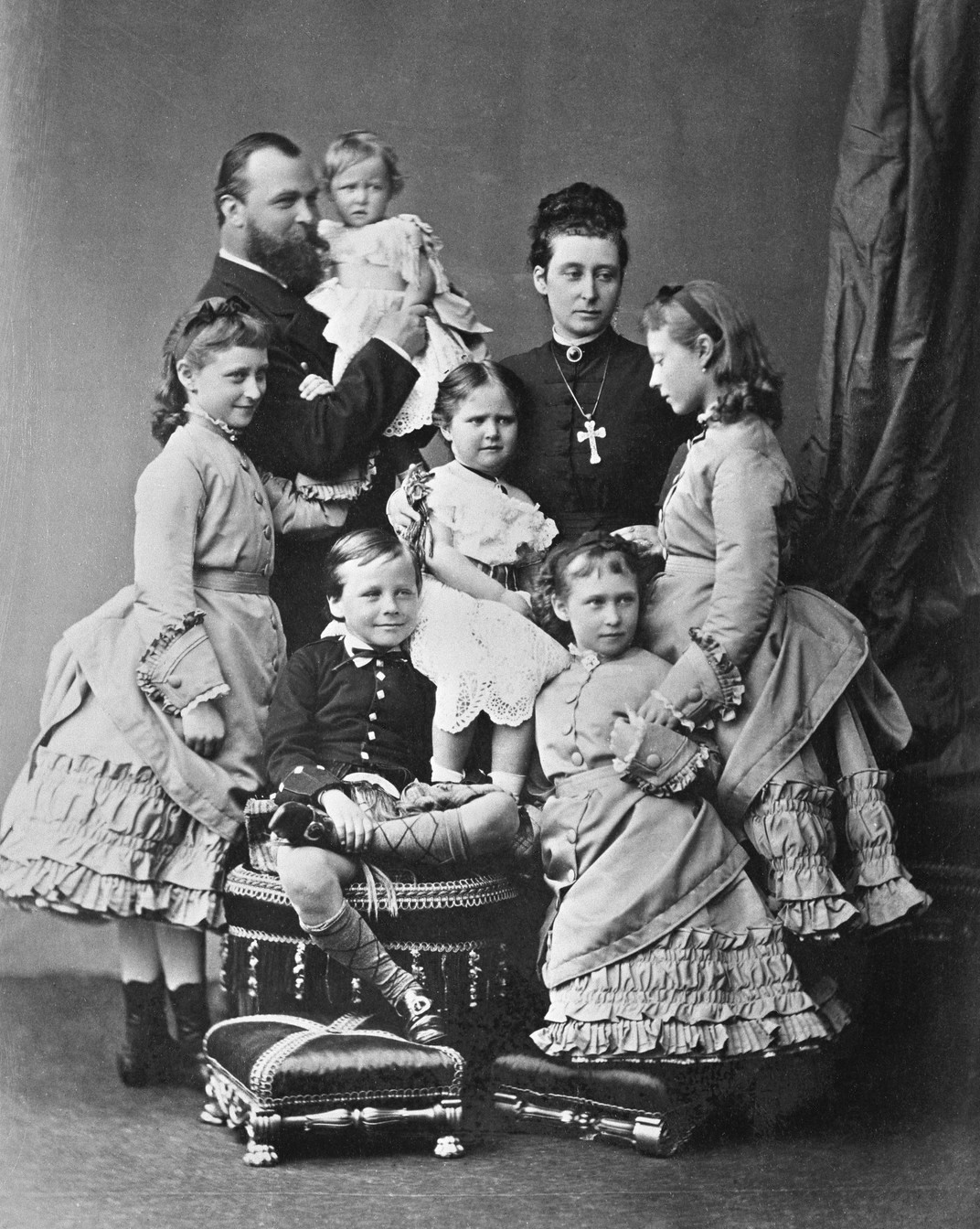
Luigi con la moglie Alice e i figli nel 1876

Il 1º luglio 1862 Luigi sposò la principessa Alice, terza figlia della regina Vittoria del Regno Unito, a Osborne House sull'Isola di Wight. Il giorno del matrimonio la regina gli conferì il titolo di Altezza Reale. Questo titolo aveva però valore solo nel Regno Unito, ma non nella Confederazione Tedesca, dove il principe Luigi era riconosciuto come Altezza Granducale. Successivamente, la Regina lo nominò Cavaliere dell'Ordine della Giarrettiera.
Dal matrimonio con Alice ebbe i seguenti figli:
- Principessa Vittoria (5 aprile 1863–24 settembre 1950), sposò il principe Luigi Alessandro di Battenberg
- Principessa Elisabetta (1 novembre 1864–18 luglio 1918), sposò il granduca Sergej Aleksandrovič Romanov
- Principessa Irene (11 luglio 1866–11 novembre 1953), sposò il principe Enrico di Prussia, figlio dell'imperatore Federico III di Germania
- Ernesto Luigi (25 novembre 1868–9 ottobre 1937)
- Principe Federico (Friedrich Wilhelm August Victor Leopold Ludwig;7 ottobre 1870–29 maggio 1873)
- Principessa Alice (6 giugno 1872–17 luglio 1918), nota anche come Aleksandra Fëdorovna Romanova, zarina di Russia, sposò lo zar Nicola II di Russia
- Principessa Maria Vittoria (24 maggio 1874–16 novembre 1878)

A seguito della morte nel 1878 della principessa Alice, Luigi IV contrasse un matrimonio morganatico il 30 aprile 1884 con Alessandrina Hutten-Czapska (3 settembre 1854-8 maggio 1941), già moglie di Alessandro Kolémine, ambasciatore russo a Darmstadt. Alla sua seconda moglie concesse il titolo di contessa di Romrod. Il matrimonio, che causò gravi scompigli nella sua famiglia, venne annullato dopo pochi mesi.

## Ascendenza
|                                     |                                  |                                                | Genitori                                               |  |  | Nonni |  |  | Bisnonni        |  |  | Trisnonni                  |  |
|                                     |                                  |                                                |                                                        |  |  |       |  |  | Luigi I d'Assia |  |  | Luigi IX d'Assia-Darmstadt |  |
|                                     |                                  |                                                |                                                        |  |  |       |  |  | Luigi I d'Assia |  |  | Luigi IX d'Assia-Darmstadt |  |
|                                     |                                  | Carolina del Palatinato-Zweibrücken-Birkenfeld |                                                        |  |  |       |  |  | Luigi I d'Assia |  |  |                            |  |
| Luigi II d'Assia                    |                                  |                                                |                                                        |  |  |       |  |  | Luigi I d'Assia |  |  |                            |  |
|                                     |                                  | Luisa d'Assia-Darmstadt                        | Giorgio Guglielmo d'Assia-Darmstadt                    |  |  |       |  |  |                 |  |  |                            |  |
|                                     |                                  | Luisa d'Assia-Darmstadt                        | Giorgio Guglielmo d'Assia-Darmstadt                    |  |  |       |  |  |                 |  |  |                            |  |
|                                     |                                  | Luisa d'Assia-Darmstadt                        | Maria Luisa Albertina di Leiningen-Dagsburg-Falkenburg |  |  |       |  |  |                 |  |  |                            |  |
| Carlo d'Assia                       |                                  | Luisa d'Assia-Darmstadt                        |                                                        |  |  |       |  |  |                 |  |  |                            |  |
|                                     |                                  | Carlo Luigi di Baden                           | Carlo Federico di Baden                                |  |  |       |  |  |                 |  |  |                            |  |
|                                     |                                  | Carlo Luigi di Baden                           | Carlo Federico di Baden                                |  |  |       |  |  |                 |  |  |                            |  |
|                                     |                                  | Carlo Luigi di Baden                           | Carolina Luisa d'Assia-Darmstadt                       |  |  |       |  |  |                 |  |  |                            |  |
| Guglielmina di Baden                |                                  | Carlo Luigi di Baden                           |                                                        |  |  |       |  |  |                 |  |  |                            |  |
|                                     |                                  | Amalia d'Assia-Darmstadt                       | Luigi IX d'Assia-Darmstadt                             |  |  |       |  |  |                 |  |  |                            |  |
|                                     |                                  | Amalia d'Assia-Darmstadt                       | Luigi IX d'Assia-Darmstadt                             |  |  |       |  |  |                 |  |  |                            |  |
|                                     |                                  | Amalia d'Assia-Darmstadt                       | Carolina del Palatinato-Zweibrücken-Birkenfeld         |  |  |       |  |  |                 |  |  |                            |  |
| Luigi IV d'Assia                    |                                  | Amalia d'Assia-Darmstadt                       |                                                        |  |  |       |  |  |                 |  |  |                            |  |
|                                     | Federico Guglielmo II di Prussia | Augusto Guglielmo di Prussia                   |                                                        |  |  |       |  |  |                 |  |  |                            |  |
|                                     | Federico Guglielmo II di Prussia | Augusto Guglielmo di Prussia                   |                                                        |  |  |       |  |  |                 |  |  |                            |  |
|                                     | Federico Guglielmo II di Prussia | Luisa Amalia di Brunswick-Wolfenbüttel         |                                                        |  |  |       |  |  |                 |  |  |                            |  |
| Federico Guglielmo Carlo di Prussia | Federico Guglielmo II di Prussia |                                                |                                                        |  |  |       |  |  |                 |  |  |                            |  |
|                                     |                                  | Federica Luisa d'Assia-Darmstadt               | Luigi IX d'Assia-Darmstadt                             |  |  |       |  |  |                 |  |  |                            |  |
|                                     |                                  | Federica Luisa d'Assia-Darmstadt               | Luigi IX d'Assia-Darmstadt                             |  |  |       |  |  |                 |  |  |                            |  |
|                                     |                                  | Federica Luisa d'Assia-Darmstadt               | Carolina del Palatinato-Zweibrücken-Birkenfeld         |  |  |       |  |  |                 |  |  |                            |  |
| Elisabetta di Prussia               |                                  | Federica Luisa d'Assia-Darmstadt               |                                                        |  |  |       |  |  |                 |  |  |                            |  |
|                                     |                                  | Federico V d'Assia-Homburg                     | Federico IV d'Assia-Homburg                            |  |  |       |  |  |                 |  |  |                            |  |
|                                     |                                  | Federico V d'Assia-Homburg                     | Federico IV d'Assia-Homburg                            |  |  |       |  |  |                 |  |  |                            |  |
|                                     |                                  | Federico V d'Assia-Homburg                     | Ulrica Luisa di Solms-Braunfels                        |  |  |       |  |  |                 |  |  |                            |  |
| Maria Anna d'Assia-Homburg          |                                  | Federico V d'Assia-Homburg                     |                                                        |  |  |       |  |  |                 |  |  |                            |  |
|                                     |                                  | Carolina d'Assia-Darmstadt                     | Luigi IX d'Assia-Darmstadt                             |  |  |       |  |  |                 |  |  |                            |  |
|                                     |                                  | Carolina d'Assia-Darmstadt                     | Luigi IX d'Assia-Darmstadt                             |  |  |       |  |  |                 |  |  |                            |  |
|                                     |                                  | Carolina d'Assia-Darmstadt                     | Carolina del Palatinato-Zweibrücken-Birkenfeld         |  |  |       |  |  |                 |  |  |                            |  |
|                                     |                                  | Carolina d'Assia-Darmstadt                     |                                                        |  |  |       |  |  |                 |  |  |                            |  |